# 阿部千一
阿部 千一（あべ せんいち、1893年（明治26年）11月23日 - 1972年（昭和47年）9月3日）は、日本の政治家。衆議院議員(1952－1953)、岩手県知事（1955年－1963年）などを務めた。

## 生涯
1893年（明治26年）11月23日、岩手県稗貫郡湯口村大字中根子（現在の花巻市中根子）に、小学校教員（後に湯口村村長）の父・晁（ちょう）と母・テルの長男として生まれた。仮死状態で生まれ、家族は一時あきらめたが、祖母が千に一つの望みに、と医師を呼んで手当をしてもらって奇跡的に助かったことから、その医師・三又与次郎の発案で千一と名付けられた。1912年に盛岡中学校、1916年に第一高等学校を卒業。盛岡中学の二年後輩の宮沢賢治とは、一時寄宿舎が同室だった。旧制一高の同級に、福本和夫、橘孝三郎、宮崎竜介、一年上級に、菊池寛、久米正雄、倉田百三、矢内原忠雄らがいた。
1919年（大正8年）、東京帝国大学法学部政治科を卒業し、同年に受けた高等文官試験には行政科、外交科いずれも不合格だったが、翌1920年の行政科に合格した。同年日本統治時代の朝鮮に渡り、朝鮮総督府政務総監水野錬太郎の秘書官であった守屋栄夫の書記となる。1925年（大正14年）より慶尚南道財務部長、咸鏡北道警察部長、咸鏡南道警察部長、平壌府尹、慶尚北道内務部長、慶尚南道知事を歴任した。1935年7月から翌1936年1月まで、命により外遊、諸国の地方行政を視察した。1938年（昭和13年）に退官した後は、日本産金振興株式会社理事、朝鮮金山開発株式会社社長、玉渓金山株式会社社長、朝鮮産金買入株式会社社長、合成鉱業株式会社社長などを務めた。
1947年（昭和22年）に知事の国分謙吉の招きにより岩手県副知事に就任。1952年に衆議院議員となるも、翌1953年の吉田内閣による「バカヤロー解散」で失職した。1955年から1963年まで2期8年にわたって岩手県知事を務めた。
1965年（昭和40年）11月の秋の叙勲で勲四等から勲三等に叙され、旭日中綬章を受章する。
1972年9月3日、心不全のため、東京・雑司ヶ谷の自宅で死去した。78歳没。同月12日、特旨を以て位一級を追陞され、死没日付をもって従四位から正四位に叙された。

## 政治家として
大学卒業後の高文合格後は、概ね朝鮮総督府の官僚であり退官後も総督府管理下の会社の社長として終戦までは朝鮮半島に暮らしており、政治家としてのスタートは戦後公選一号の岩手県知事・国分健吉の副知事に就任した1947年からである。副知事から、自らが知事に選挙で選出される間に、1952年の衆議院選に立候補して当選するが、翌1953年にはいわゆるバカヤロー解散で失職するため、実質半年の在任期間のため著しい業績は残せなかった。ただし、この衆議院議員の間に東京・雑司ヶ谷（現在は表記が変わり豊島区雑司が谷）に自宅を購入し終の棲家となった。これは、阿部は長男ながら家督を継がず、岩手・花巻の財産は弟（忠二）や甥（尚武）に譲ったためであった。
副知事として、また知事として、県民を思いやること良い意味での「一国一城の主」意識が強く、GHQの食糧統制に反抗して岩手県の実情に合った自由な取引を主張することもあった。また、幼少時の経験から地震や津波などに対する防災意識も高かった。なお、一国一城の主意識に関しての余談に、晩年に生前戒名を得た際「院殿」付きだったことを喜んだとある。
知事としての業績は、北上特定地域総合開発（岩手版TVA）、県民医療体制の整備、企業誘致、岩手放送テレビ免許の支援、新庁舎建設企画・着工、花巻空港誘致、第一回岩手国体立案などがあるが、最大の業績は県財政の赤字を解消したことである。当時、岩手県と奈良県の県庁だけが古い木造であったため、新庁舎建設を企画したが、それは赤字解消後のことであった。なお、赤字解消に関連して、阿部は公私の経済的けじめにも敏感で、家人を公用車には乗せないとか公舎の自宅部分の光熱費のメーターを公用部分と分けさせて支払ったなどという話が伝わっている。